# Bahnhof Roma San Pietro

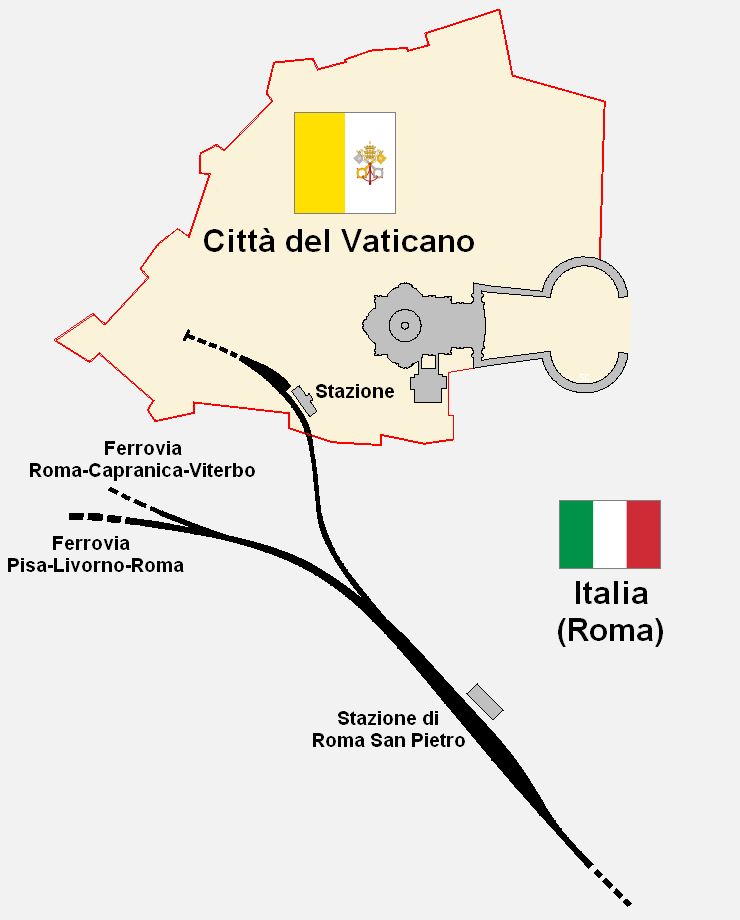
Strecken aus dem Bahnhof Roma San Pietro

Der Bahnhof Roma San Pietro ist ein Regionalbahnhof in Rom. Seinen Namen hat er vom Petersdom (Italienisch:  Basilica di San Pietro) in der nahe gelegenen Vatikanstadt.

## Geografische Lage
Der Bahnhof Roma San Pietro liegt gut 700 Meter südlich des Petersplatzes im römischen Stadtviertel Aurelio, für das er einen wichtigen Verkehrsknotenpunkt darstellt. Er liegt an den Bahnstrecken Roma–Livorno–Pisa, Roma–Capranica–Viterbo und bietet der Vatikanischen Staatsbahn Anschluss an das italienische Eisenbahnnetz.

## Geschichte
Der Bahnhof wurde am 29. April 1894 als Halt an der Strecke nach Viterbo eröffnet. Er hatte damals zwei Gleise und ein Empfangsgebäude. Trotz der Lage an einer Nebenstrecke wurde er von verhältnismäßig vielen Fahrgästen genutzt, weil Pilger von hier bequem die Stätten des Vatikans erreichen können.
Der Bahnhof Roma San Pietro vermittelte aufgrund seiner Lage und des Empfangsgebäudes den Eindruck eines ländlichen Bahnhofs. Mitte des 20. Jahrhunderts war er deshalb ein beliebter Drehort für Kinofilme. Zahlreiche Schauspieler und Regisseure wie Totò, Deaf, Virna Lisi, Buzzanca nahmen dort Szenen in schwarz-weiß auf.
Mit der 1990 neu errichteten Tyrrhenischen Eisenbahnverbindung und der damit verbundenen Elektrifizierung wurde die Zahl der Bahnhofsgleise auf 5 erweitert und deshalb auch eine Fußgängerunterführung gebaut. Anlässlich des Heiligen Jahres 2000 und der gleichzeitigen Wiedereröffnung der Strecke nach Viterbo erhielt der Bahnhof neue Bahnsteige und zwei Aufzüge.

## Struktur und Anlagen
Der Bahnhof wird durch die Italienischen Eisenbahnen betrieben. Sein Empfangsgebäude besitzt Wartesaal und Fahrkartenschalter. Am nördlichen Ende des Bahnhofs zweigt das Gleis der Vatikanischen Staatsbahn zum Bahnhof der Vatikanstadt ab.

## Bedienung
Die Station wird von Regionalzügen der Trenitalia als Teil des Verkehrs-Dienstleistungsvertrags mit der Region Latium bedient. Zwischen 2000 und 2006 war Roma San Pietro Endpunkt der Hälfte aller Züge der Verbindung Rom–Cesano – Viterbo. Danach wurde die Strecke San Pietro–Ostiense um einen weiteren Tunnel mit der Haltestelle Roma Quattro Venti erweitert. Seither verlaufen die Gleise San Pietro–Tiburtina und San Pietro–Roma Termini zwischen San Pietro und Tuscolana getrennt.
| Linie | Verlauf |
| ----- | --- |
|       | Viterbo Porta Fiorentina – Viterbo Porta Romana – Tre Croci – Vetralla – Capranica-Sutri – Oriolo – Manziana-Canale Monterano – Bracciano – Vigna di Valle – Anguillara – Cesano – Olgiata – La Storta – La Giustiniana – Ipogeo degli Ottavi – Ottavia – Roma San Filippo Neri – Roma Monte Mario – Gemelli – Roma Balduina – Appiano-Proba Petronia – Valle Aurelia – Roma San Pietro – Quattro Venti – Roma Trastevere – Roma Ostiense |
|       | Civitavecchia – Santa Marinella – Santa Severa – Marina di Cerveteri – Ladispoli-Cerveteri – Torre in Pietra-Palidoro – Maccarese-Fregene – Roma Aurelia – Roma San Pietro – Roma Trastevere – Roma Ostiense – Roma Tuscolana – Roma Termini |

Die Fernverkehrszüge von Rom in Richtung Livorno, Pisa und Genua passieren den Bahnhof größtenteils ohne Halt (einmal am Tag hält ein IC nach Pisa). Nächster Fernverkehrshalt ist Roma Ostiense.